# San Martín Hidalgo
San Martín de Hidalgo es un pueblo que es cabecera del municipio homónimo, de la Región Lagunas del estado de Jalisco, México. Se encuentra aproximadamente a 64 km al suroeste de Guadalajara.

## Historia
Desde mediados del siglo XVI el pueblo se llamó San Martín de la Cal. Conservó este nombre hasta 1883 cuando por decreto del Congreso del Estado de Jalisco se modificó por el de San Martín de Hidalgo, en honor de Miguel Hidalgo y Costilla, precursor de la independencia de México en 1810. 

## Toponimia
En la época prehispánica llevó por nombre huitzquilic, la palabra proviene de la unión de los vocablos náhuatl, huitzquilit (cardo) y co (lugar); lo cual se interpreta como: Lugar de Cardos. En 1883 adquiere la denominación de San Martín Hidalgo.
Antes de la Conquista era un pequeño poblado que se llamaba Huitzquilic y estaba sujeto al cacicazgo de Ameca. Por el siglo XII pasó por esta regiones una tribu azteca de la rama de los tepehuales rumbo a Zacatula (hoy Colima); una parte de esta tribu se quedó aquí.
Cuando llegaron los peninsulares, hallaron una ranchería que se extendía por norte hasta Las Ánimas; por el sur hasta Los Chorros; al oriente hasta un huerto y el barrio de la Cruz Verde; y al poniente hasta la mitad del potrero El Llano. El jefe supremo era Huitzinguarit quien se entregó incondicionalmente con todo su pueblo a los conquistadores, y como premio a su nobleza le cedieron una porción de tierra.
Con el nombre de San Martín de la Cal fue fundado el 19 de febrero de 1540, por Cédula Real. Al nombre del santo se le agregó "de la Cal", debido a la gran abundancia de minas de este mineral.
Terminando la Conquista, San Martín pasó a la categoría de pueblo con sujeción de Zacoalco de Torres. En 1812 perteneció al municipio de Etzatlán. No se conoce el decreto que le concediera categoría de municipio pero es considerado ya como tal en el decreto del 13 de marzo de 1837. En 1883 se concedió el título de Villa a San Martín de la Cal, denominándose en lo sucesivo San Martín de Hidalgo, para recordar al padre de la patria.
Desde 1825 perteneció al 5° Cantón de Etzatlán. Posteriormente, en 1885 el departamento de Ameca se dividió en 2 al crearse el de Cocula, quedando este municipio en el primero.